# سعدیان
سعدیان (نام دیگر: اشراف سعدیه) دودمانی بودند که در نیمه اول سده ۱۰ق بر مغرب اقصی فرمانروایی می‌کردند.

گستره امپراتوری سعدیان در دوران احمد المنصور

سعدیان نسب خود را به حسن ابن علی می‌رساندند و به همین دلیل به اشراف ملقب شدند. برخی نیز بر این باورند که نسب این طایفه به حلیمه سعدیه مادر رضاعی پیامبر می‌رسد. نام کامل و القاب مؤسس سلسله یعنی محمد المهدی القائم بامرالله نشان می‌دهد که چگونه سعدیان در ابتدا از انتظارات مردم برای ظهور مهدی موعود و احساسات آنها در اعتلای مذهب و جهاد علیه مسیحیان سود جستند.
شرفای سعدی از پایگاهی در ناحیه سوس واقع در جنوب مراکش، به تدریج چیرگی خود را بر نواحی شمالی گستردند و وطاسیان را در سال ۹۵۶ق (۱۵۴۹م) از فاس بیرون کردند. آنان ترکان را از الجزایر و پرتغالیان را از سرزمین‌های ساحلی بیرون کرده و احمد المنصور، تیمبوکتو را تصرف و مملکت آفریقایی گائو (واقع بر رود نیجر، در مالی) را منقرض ساخت و بنابراین اقتدار او برای مدتی از سنگال تا بورنو امتداد داشت.
در سده ۱۷م که نهضت‌های استقلال طلب در گوشه و کنار مراکش پیدا شد، همبستگی سلطنت کاهش یافت و آخرین امیر شرفای سعدی با وجود کمک‌های انگلیسی‌ها و هلندیها در ۱۰۶۹ق (۱۶۵۹م) از میان رفت.

## فرمانروایان
| نام فرمانروا                | سال فرمانروایی | توضیح                                   |
| محمد المهدی القائم بامرالله | ۹۱۷ق           | در سوس                                  |
| احمد الأعرج                 | ۹۲۳ق           | در مراکش                                |
| محمد الشیخ                  | ۹۲۳ق           | نخست در سوس، سپس در فاس                 |
| عبدالله الغالب              | ۹۶۴ق           |                                         |
| محمد المتوکل                | ۹۸۱ق           |                                         |
| ابو مروان عبدالمالک یکم     | ۹۸۳ق           |                                         |
| احمد المنصور                | ۹۸۶ق           |                                         |
| شیخ مامون                   | ۱۰۱۲ق-۱۰۱۷ق    | بر سر جانشینی پدر در نبرد               |
| عبدالله الواثق              | ۱۰۱۲ق-۱۰۱۷ق    | بر سر جانشینی پدر در نبرد (در مراکش)    |
| زیدان الناصر بن احمد        | ۱۰۱۲ق-۱۰۳۹ق    | بر سر جانشینی پدر در نبرد (نخست در فاس) |
| عبدالملک بن زیدان           | ۱۰۳۴ق          |                                         |
| الولید بن زیدان             | ۱۰۴۲ق          | فقط در مراکش                            |
| محمد الشیخ الصغیر           | ۱۰۴۵ق          | فقط در مراکش                            |
| احمد العباس                 | ۱۰۶۴ق-۱۰۶۹ق    | فقط در مراکش                            |

| دودمان‌های فرمانروا در مراکش  |
| ادریسیان (۷۸۰-۹۷۴) (عرب)     |
| مغراوه (۹۸۷-۱۰۷۰) (بربر)     |
| مرابطان (۱۰۷۳-۱۱۴۷) (بربر)   |
| موحدون (۱۱۴۷-۱۲۶۹) (بربر)    |
| مرینیان (۱۲۵۸-۱۴۲۰) (بربر)   |
| وطاسیان (۱۴۲۰-۱۵۴۷) (بربر)   |
| سعدیان (۱۵۵۴-۱۶۵۹) (عرب)     |
| علویان (۱۶۶۶- تا کنون) (عرب) |